# BG Pathum United Football Club
Il BG Pathum United Football Club, noto in precedenza come Bangkok Glass Football Club, è una società calcistica thailandese con sede a Bueng Yito, cittadina nel distretto di Thanyaburi della provincia di Pathum Thani, nei pressi della periferia settentrionale della capitale Bangkok. Milita nella Thai League 1, la massima serie del campionato thailandese di calcio. Ha vinto il suo primo titolo di campione di Thailandia nella stagione 2020-2021.

## Storia

### 1979-2008, fondazione e primi anni da dilettanti
Il club fu fondato con il nome Bangkok Glass FC nel 1979 come squadra dell'azienda Bangkok Glass con sede a Bueng Yito, e nei primi anni di attività prese parte a campionati amatoriali nella zona di Bangkok. Nel 2006 il Bangkok Glass fu affiliato alla Federazione calcistica della Thailandia (FAT), l'anno successivo disputò la sua prima competizione FAT prendendo parte alla Coppa del Re Ngor (il torneo di livello più basso della Federazione), raggiunse la finale e perse contro il Kukot. Nel 2008-2009 giocò nella Khǒr Royal Cup, il quarto livello del campionato thailandese di calcio, e perse la finale contro il J.W. Police F.C.

### 2009-2017, esordi nel massimo campionato e primi trofei da professionisti

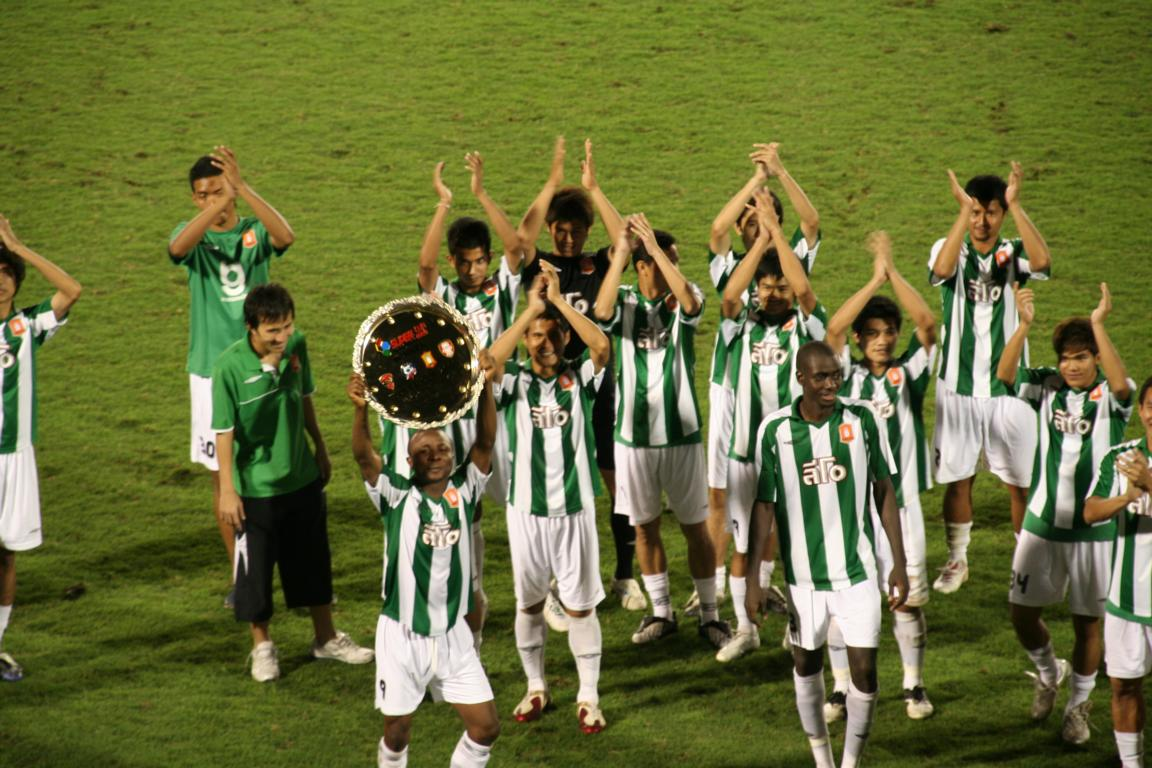
Il BG Pathum Thani vincitore della Supercoppa di Thailandia nel 2009

All'inizio della stagione 2009 comprò il titolo sportivo del Krung Thai Bank F.C. per competere nella Thai League, la massima divisione thailandese. Iniziò la stagione in febbraio e con il nome di Raj-Vithi-BGFC prese parte alla Coppa della Regina debuttando contro l'Haaka-Sriracha FC e fu eliminato per differenza reti nella fase a gironi. La squadra era composta da calciatori del Bangkok Glass FC e da calciatori in prova in vista dell'annata in massima serie ed era affidata al direttore tecnico delle giovanili, il tedesco Hans Emser. Nella stagione di debutto nella Thai League, iniziata nel marzo 2009, il Bangkok Glass fece registrare una striscia di imbattibilità di 12 partite di fila. Malgrado l'elevata media punti (2,33 a partita) e il primo posto in classifica, in giugno Emser tornò a lavorare con le giovanili e il suo posto fu preso da Surachai Jaturapattarapong, ex calciatore della nazionale thailandese, che condusse la squadra al terzo posto finale. La stagione finì con il trionfo in dicembre nella Supercoppa di Thailandia, il primo trofeo professionistico del Bangkok Glass.
Il 2010 ebbe inizio con la Coppa della Regina, la squadra vi prese parte con il nome Krung Thai Bank-BG e il 18 febbraio si aggiudicò il titolo superando in finale per 4-1 il Police United di Bangkok. Nonostante fosse tornata a giocare nel suo Leo Stadium dopo un anno di ristrutturazione, in campionato la squadra non seppe ripetere i risultati della stagione precedente e Jaturapattarapong fu rimpiazzato dal brasiliano Carlos Roberto, che fu a sua volta esonerato già nell'ottobre 2010 dopo due pesanti sconfitte contro Buriram e Saraburi. Al suo posto fu chiamato Supasin Leelarit, il Bangkok Glass concluse il campionato con un deludente quinto posto ma in novembre vinse il suo primo trofeo internazionale battendo per 1-0 i padroni di casa del Tampines Rovers nella finale della Singapore Cup. Sotto la guida di Leelarit la squadra finì al quinto posto il campionato del 2011 e la panchina fu nuovamente affidata a Jaturapattarapong per la stagione 2012. I risultati furono modesti e in ottobre il ruolo di tecnico fu assunto da Phil Stubbins, che non andò oltre l'ottavo posto a fine campionato a 39 punti dalla vetta. Stubbins si dimise già nel marzo 2013 e al suo posto fu preso in via provvisoria il giovane Anurak Srikerd, questi lasciò dopo alcune partite la panchina al quotato Attaphol Buspakom che guidò la squadra al quinto posto finale in campionato e soprattutto in novembre alla finale di Coppa di Thailandia, la prima per il Bangkok Glass, che fu sconfitto per 3-1 dal Buriram Utd, reduce dal trionfo in campionato.
Nel campionato del 2014 la squadra rese al di sotto delle aspettative e in giugno Buspakom restituì la panchina a Srikerd, che non andò oltre la decima posizione in campionato ma si riscattò il 9 novembre trionfando in Coppa di Thailandia, mettendo in bacheca il quarto trofeo nella storia del club con la vittoria in finale per 1-0 sui vice-campioni nazionali del Chonburi. Nonostante il successo, 4 giorni dopo Srikerd fu rimpiazzato dal più esperto spagnolo Ricardo Rodríguez Suárez, già alla guida del Girona in Segunda División. Con il nuovo tecnico il Bangkok Glass fu eliminato in febbraio al terzo turno dei preliminari di AFC Champions League 2015, all'esordio nella manifestazione, e terminò quinto in campionato. A fine stagione fu ingaggiato per la terza volta come coach Anurak Srikerd che iniziò bene il campionato 2016 ma in giugno, con la squadra in terza posizione, rassegnò le dimissioni per far posto ad Aurelio Vidmar, reduce dal ruolo di vice allenatore della nazione australiana. Il nuovo coach mantenne il terzo posto a fine campionato, uguagliando il record che la squadra aveva raggiunto nel 2009. Non seppe ripetersi l'anno seguente e in luglio Surachai Jaturapattarapong fece il suo ritorno alla guida del Bangkok Glass, chiudendo il campionato al quinto posto. A fine stagione la panchina viene affidata al suo tecnico in seconda, il giovane spagnolo Josep Ferré.

### 2018-2021, retrocessione, ritorno in massima serie e campioni di Thailandia
Per la stagione 2018 il terreno di gioco del Leo Stadium fu zollato con erba naturale, mentre i precedenza era in erba sintetica. La squadra ebbe un pessimo inizio di campionato, trovandosi fin dall'inizio nelle posizioni di coda della classifica e già alla settima giornata l'inesperto tecnico europeo lasciò il posto a Srikerd, che per la quarta volta si sedette sulla panchina del club di Pathum Thani. La mossa non portò i risultati sperati, la squadra rimase invischiata nella lotta per la retrocessione fino alla fine e la sconfitta subita all'ultima giornata la relegò alla serie cadetta, finendo a pari punti con il Chainat Hornbill che si salvò per i migliori risultati ottenuti negli scontri diretti. Finì quintultima, e quell'anno furono eccezionalmente 5 le squadre retrocesse in previsione della riduzione da 18 a 16 squadre nella stagione successiva. Durante la pausa tra i due campionati il club fu ribattezzato BG Pathum Thani F.C., la società intese in questo modo coinvolgere maggiormente i tifosi locali della provincia di Pathum Thani che seguivano con entusiasmo le partite della squadra fin dalle prime esperienze tra i professionisti. La panchina fu affidata a Dusit Chalermsan, ex terzino goleador della nazionale thailandese che nella stagione precedente aveva guidato il Trat alla prima promozione nella massima serie. Il Pathum Thani tornò subito in Thai League 1, mantenendo la testa della classifica per quasi tutto il campionato e chiudendo al primo posto con 13 punti di vantaggio sulla seconda. Tra gli artefici della promozione vi furono l'esperto centrocampista Toti, con trascorsi nella Segunda Division spagnola, e il vice-capocannoniere Barros Tardeli, brasiliano che Chalermsan aveva portato con sé dal Trat.
Sotto la guida del confermato tecnico, la squadra dominò anche la Thai League 1 2020-2021 laureandosi per la prima volta campione di Thailandia. Dopo un pareggio alla seconda giornata, cominciò a vincere quasi ininterrottamente passando in testa alla settima giornata e aumentando progressivamente il vantaggio. Alla fine del girone di andata aveva 4 punti sulla seconda e 15 sulle terze. Perse l'unica partita all'ultima giornata del campionato, che vinse con 14 punti di vantaggio sul Buriram United, arrivato secondo. Il torneo doveva concludersi alla fine del 2020, ma a causa della pandemia di COVID-19 fu interrotto e si concluse alla fine di marzo 2021. In virtù del successo, il BG Pathum Thani si qualificò per la prima volta alla fase a gironi della AFC Champions League.

## Organico

### Rosa
| N. |                       | Ruolo | Calciatore                      |
| -- | --------------------- | ----- | ------------------------------- |
| 2  | Thailandia (bandiera) | D     | Sanchai Nontasila               |
| 5  | Thailandia (bandiera) | C     | Kritsada Kaman                  |
| 8  | Thailandia (bandiera) | C     | Airfan Doloh                    |
| 9  | Thailandia (bandiera) | A     | Surachat Sareepim               |
| 10 | Thailandia (bandiera) | A     | Teerasil Dangda                 |
| 13 | Thailandia (bandiera) | D     | Marco Ballini                   |
| 14 | Costa Rica (bandiera) | C     | Freddy Álvarez                  |
| 16 | Georgia (bandiera)    | D     | Nika Sandokhadze                |
| 17 | Giappone (bandiera)   | D     | Gakuto Notsuda                  |
| 18 | Thailandia (bandiera) | C     | Chanathip Songkrasin (capitano) |
| 22 | Thailandia (bandiera) | A     | Chananan Pombuppha              |
| 28 | Thailandia (bandiera) | P     | Saranon Anuin                   |

| N. |                       | Ruolo | Calciatore             |
| -- | --------------------- | ----- | ---------------------- |
| 29 | Thailandia (bandiera) | D     | Warinthon Jamnongwat   |
| 38 | Thailandia (bandiera) | P     | Nattapong Khajohnmalee |
| 45 | Thailandia (bandiera) | A     | Nattawut Suksum        |
| 69 | Senegal (bandiera)    | D     | Seydine N'Diaye        |
| 75 | Brasile (bandiera)    | A     | Raniel                 |
| 77 | Thailandia (bandiera) | A     | Patrik Gustavsson      |
| 78 | Senegal (bandiera)    | D     | Christian Gomis        |
| 81 | Thailandia (bandiera) | D     | Waris Choolthong       |
| 85 | Thailandia (bandiera) | P     | Issarapong Waewdee     |
| 91 | Singapore (bandiera)  | A     | Ilhan Fandi            |
| 93 | Thailandia (bandiera) | P     | Pisan Dorkmaikaew      |
| 99 | Singapore (bandiera)  | A     | Ikhsan Fandi           |

## Settore giovanile
Il Bangkok Glass Pathum United ha avuto fin dai primi anni una particolare attenzione per il settore giovanile, affidandone la direzione tecnica ad allenatori di collaudata esperienza come Hans Emser e Surachai Jaturapattarapong, che sono stati anche sulla panchina della prima squadra. Ha inoltre stretto un rapporto di collaborazione con il club giapponese Cerezo Osaka fondando l'accademia Yamahoka Hanasaka con l'obiettivo di dare la possibilità di migliorarsi a giovani calciatori di tutto il Paese per diventare professionisti. L'accordo prevede eventuali scambi tra le due società di giovani promesse che avrebbero la possibilità di fare esperienza internazionale.

## Palmarès

### Competizioni nazionali
- Thai League 1: 1

2020-2021
- Thai FA Cup: 1

2014
- Thai League Cup: 1

2024
- Coppa della Regina: 1

2010
- Thai Super Cup: 1

2010
- Thai League 2: 1

2019

### Altri piazzamenti
- Thai League:

Terzo posto: 2009, 2016, 2024-2025
- Thai FA Cup:

Finalista: 2013
Semifinalista: 2012, 2024-2025
- Thai League Cup:

Finalista: 2018, 2022-2023